# Lijst van burgemeesters van Seattle

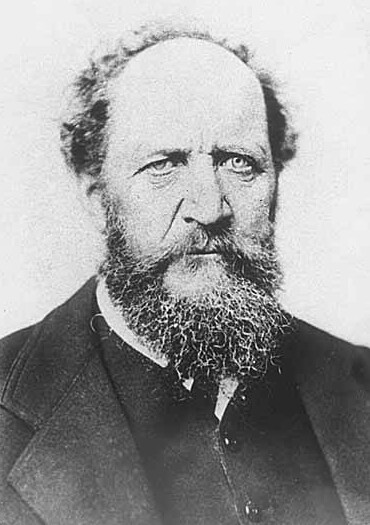
Henry Atkins (1869-1871)

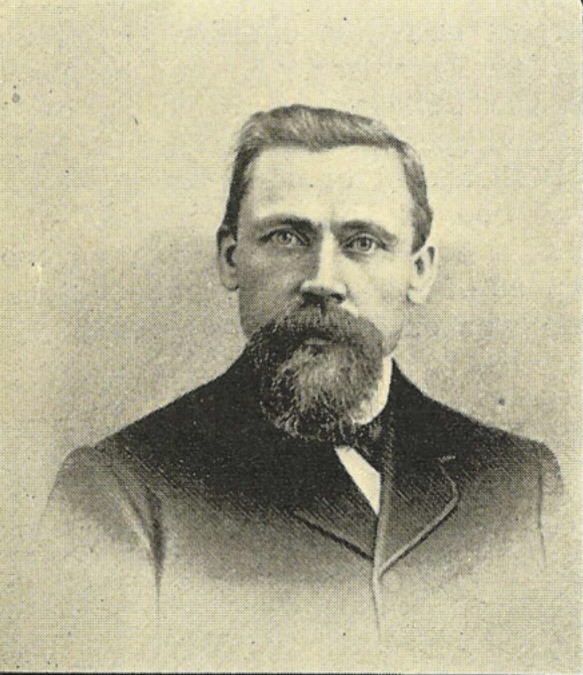
John Collins (1873-1874)

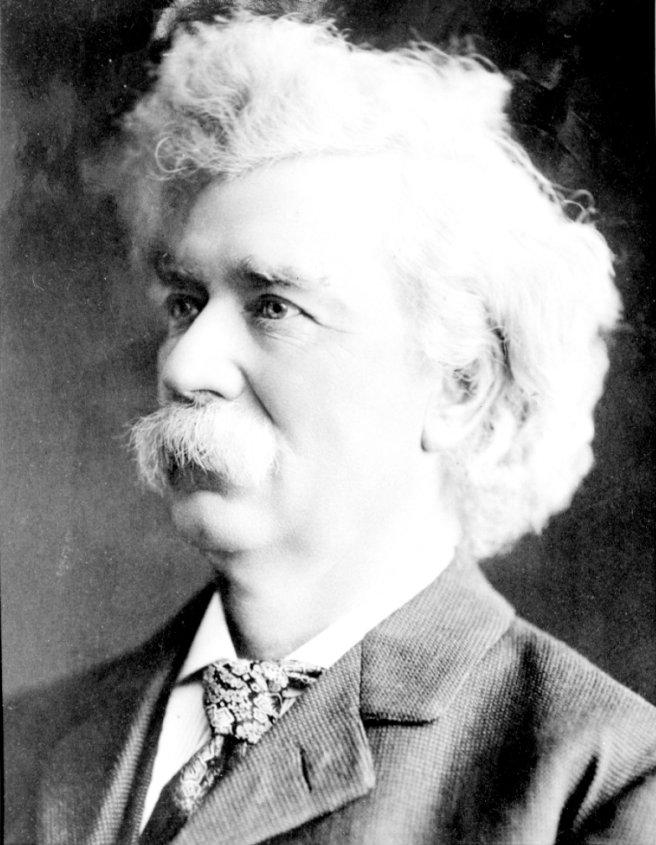
Thomas Humes (1897-1904)

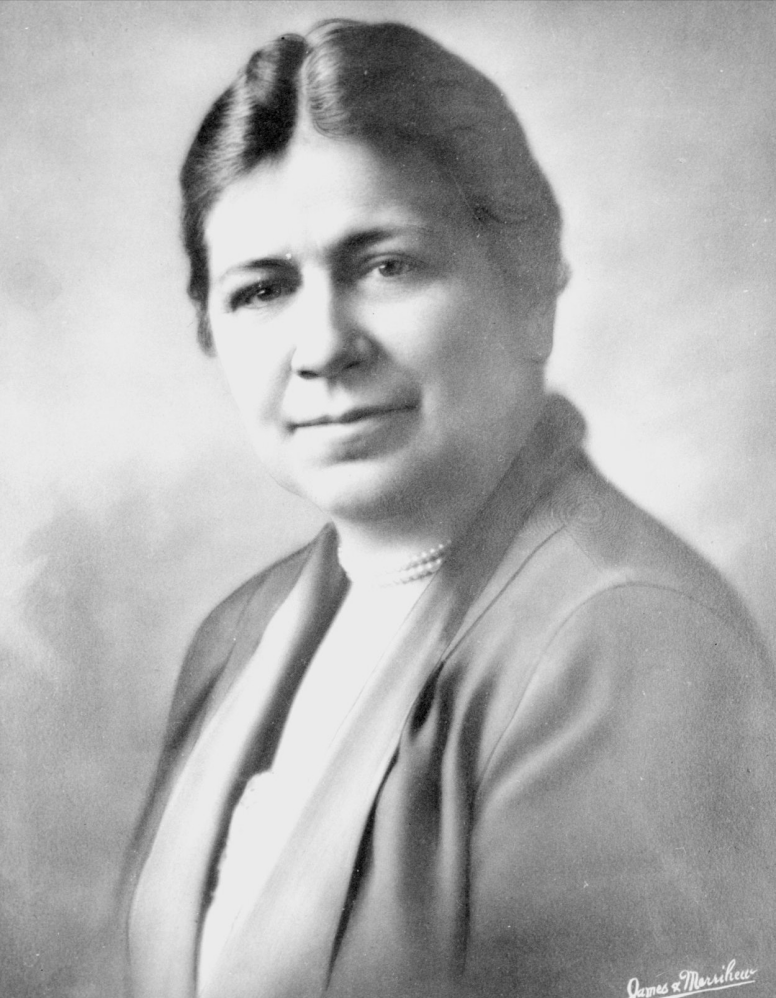
Bertha Landes (1926-1928)

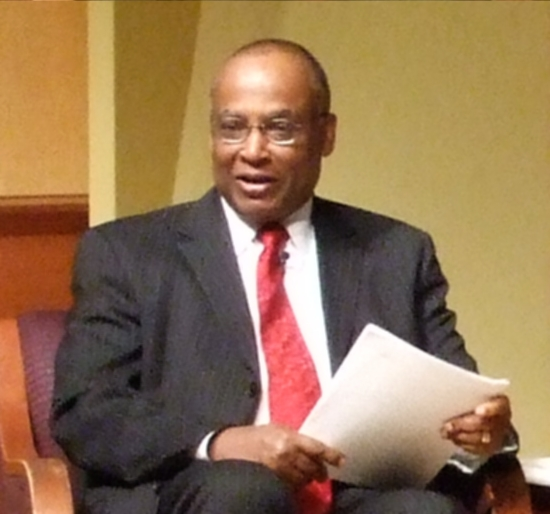
Norman Rice (1993-1997)

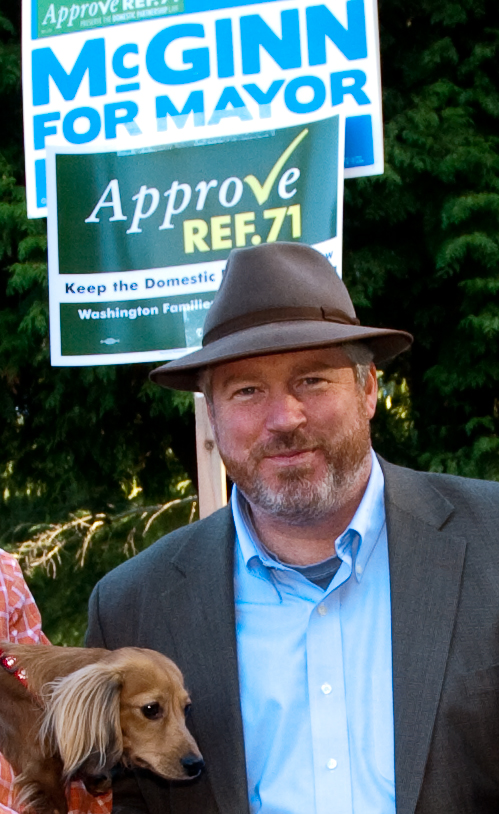
Michael McGinn (2010-2013)

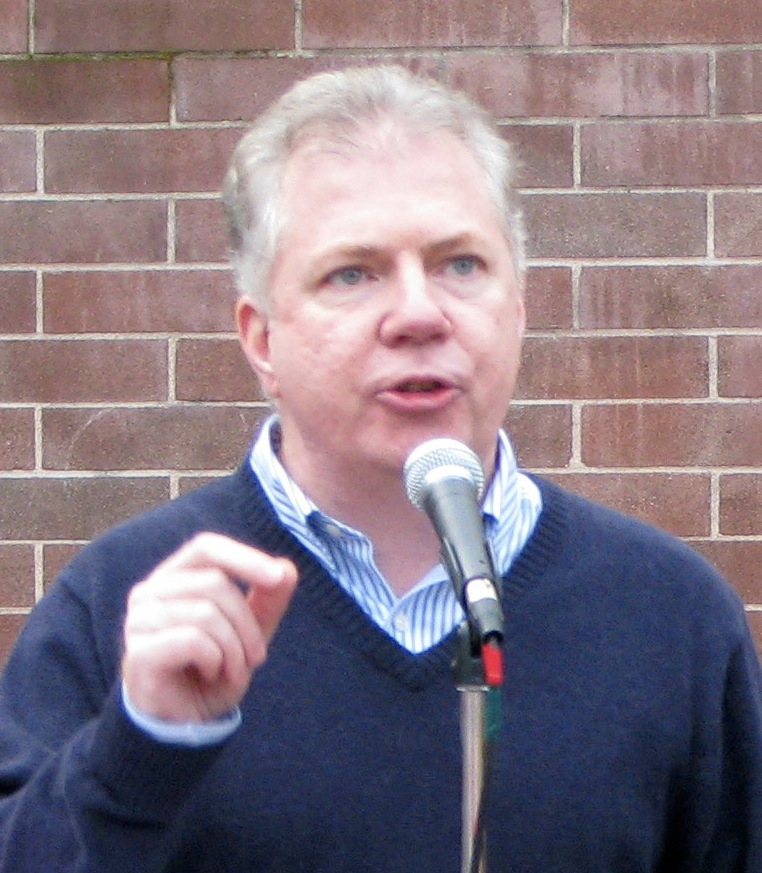
Ed Murray (2014-2017)

Dit is een lijst van burgemeesters van Seattle in de Amerikaanse staat Washington.
Seattle wordt sinds 14 januari 1865 als stad gezien en werd tot 2 december 1869 bestuurd door een raad van toezicht. De voorzitter van deze raad was Charles C. Terry.
Op 2 december 1869 kreeg de stad zijn eerste burgemeester. Deze was niet door het volk gekozen, maar werd gekozen door de personen, die de wetgevende macht in handen hadden. De eerste verkiezingen werden gehouden op 11 juli 1870.

## Burgemeesters
| Naam                  | Ambtsperiode                                    |
| --------------------- | ----------------------------------------------- |
| Henry Atkins          | 2 december 1869 - 10 juli 1870                  |
| Henry Atkins          | 11 juli 1870 - 30 juli 1871                     |
| John Jordan           | 31 juli 1871 - 28 juli 1872                     |
| Corliss Stone         | 29 juli 1872 - 4 april 1873                     |
| John Jordan           | 5 april 1873 - 4 juni 1873                      |
| Moses Maddocks        | 5 juni 1873 - 2 augustus 1873                   |
| John Collins          | 3 augustus 1873 - 1 augustus 1874               |
| Henry Yesler          | 2 augustus 1874 - 1 augustus 1875               |
| Bailey Gatzert        | 2 augustus 1875 - 30 juli 1876                  |
| Gideon Weed           | 31 juli 1876 - 29 juli 1877                     |
| Gideon Weed           | 30 juli 1877 - 28 juli 1878                     |
| Beriah Brown          | 29 juli 1878 - 2 augustus 1879                  |
| Orange Jacobs         | 3 augustus 1879 - 1 augustus 1880               |
| Leonard Smith         | 2 augustus 1880 - 31 juli 1881                  |
| Leonard Smith         | 1 augustus 1881 - 30 juli 1882                  |
| Henry Struve          | 31 juli 1882 - 29 juli 1883                     |
| Henry Sruve           | 30 juli 1883 - 2 augustus 1884                  |
| John Leary            | 3 augustus 1884 - 2 augustus 1885               |
| Henry Yesler          | 3 augustus 1885 - 1 augustus 1886               |
| William Shoudy        | 2 augustus 1886 - 31 juli 1887                  |
| Thomas Minor          | 1 augustus 1887 - 29 juli 1888                  |
| Robert Moran          | 30 juli 1888 - 28 juli 1889                     |
| Robert Moran          | 29 juli 1889 - 2 augustus 1890                  |
| Harry White           | 3 augustus 1890 - 13 oktober 1890               |
|                       | Start van verkiezingen één keer in de twee jaar |
| Harry White           | 14 oktober 1890 - 8 december 1891               |
| George Hall           | 9 december 1891 - 30 maart 1892                 |
| James Ronald          | 31 maart 1892 - 18 maart 1894                   |
| Bryon Phelps          | 19 maart 1894 - 15 maart 1896                   |
| Frank Black           | 16 maart 1896 - 5 april 1896                    |
| W.D. Wood             | 6 april 1896 - 18 november 1897                 |
| Thomas Humes          | 19 november 1897 - 20 maart 1898                |
| Thomas Humes          | 21 maart 1898 - 18 maart 1900                   |
| Thomas Humes          | 19 maart 1900 - 16 maart 1902                   |
| Thomas Humes          | 17 maart 1902 - 20 maart 1904                   |
| Richard Ballinger     | 21 maart 1904 - 18 maart 1906                   |
| William Hickman Moore | 19 maart 1906 - 15 maart 1908                   |
| John Miller           | 16 maart 1908 - 20 maart 1910                   |
| Hiram Gill            | 21 maart 1910 - 10 februari 1911                |
| George Dilling        | 11 februari 1911 - 17 maart 1912                |
| George Cotterill      | 18 maart 1912 - 15 maart 1914                   |
| Hiram Gill            | 16 maart 1914 - 19 maart 1916                   |
| Hiram Gill            | 20 maart 1916 - 17 maart 1918                   |
| Ole Hanson            | 18 maart 1918 - 27 augustus 1919                |
| C.B. Fitzgerald       | 28 augustus 1919 - 14 maart 1920                |
| Hugh Caldwell         | 15 maart 1920 - 4 juni 1922                     |
| Edwin Brown           | 5 juni 1922 - 1 juni 1924                       |
| Edwin Brown           | 2 juni 1924 - 6 juni 1926                       |
| Bertha Landes         | 7 juni 1926 - 3 juni 1928                       |
| Frank Edwards         | 4 juni 1928 - 1 juni 1930                       |
| Frank Edwards         | 2 juni 1930 - 13 juli 1931                      |
| Robert Harlin         | 14 juli 1931 - 5 juni 1932                      |
| John Dore             | 6 juni 1932 - 3 juni 1934                       |
| Charles Smith         | 4 juni 1934 - 31 mei 1936                       |
| John Dore             | 1 juni 1936 - 26 april 1938                     |
| Arthur Langlie        | 27 april 1938 - 2 juni 1940                     |
| Arthur Langlie        | 3 juni 1940 - 26 januari 1941                   |
| John Caroll           | 27 januari 1941 - 26 maart 1941                 |
| Earl Millikin         | 27 maart 1941 - 31 mei 1942                     |
| William Devin         | 1 juni 1942 - 31 mei 1944                       |
| William Devin         | 1 juni 1944 - 31 mei 1946                       |
| William Devin         | 1 juni 1946 - 31 mei 1948                       |
|                       | Start van verkiezingen één keer in de vier jaar |
| William Devin         | 1 juni 1948 - 31 mei 1952                       |
| Allan Pomeroy         | 1 juni 1952 - 3 juni 1956                       |
| Gordon Clinton        | 4 juni 1956 - 5 april 1960                      |
| Gordon Clinton        | 6 april 1960 - 5 april 1964                     |
| J.D. Braman           | 6 april 1964 - 23 maart 1969                    |
| Floyd Miller          | 24 maart 1969 - 30 november 1969                |
| Wesley Uhlman         | 1 december 1969 - 31 december 1973              |
| Wesley Uhlman         | 1 januari 1974 - 31 december 1977               |
| Charles Royer         | 1 januari 1978 - 31 december 1981               |
| Charles Royer         | 1 januari 1982 - 31 december 1985               |
| Charles Royer         | 1 januari 1986 - 31 december 1989               |
| Norman Rice           | 1 januari 1990 - 31 december 1993               |
| Norman Rice           | 1 januari 1994 - 31 december 1997               |
| Paul Schell           | 1 januari 1998 - 31 december 2011               |
| Greg Nickels          | 1 januari 2002 - 31 december 2005               |
| Greg Nickels          | 1 januari 2006 - 31 december 2009               |
| Michael McGinn        | 1 januari 2010 - 31 december 2013               |
| Ed Murray             | 1 januari 2014 - 13 september 2017              |
| Bruce Harrell         | 13 september 2017- 18 september 2017            |
| Tim Burgess           | 18 september 2017 - 28 november 2017            |
| Jenny Durkan          | 28 november 2017 - 1 januari 2022               |
| Bruce Harrell         | 1 januari 2022 - heden                          |